# Castellferran
|  | No s'ha de confondre amb Castell Ferran. |

Castellferran és una muntanya de 793 metres que es troba al municipi del Bruc, a la comarca de l'Anoia, a la part occidental del massís de Montserrat, prop de Can Maçana. Al cim hi ha el Castell Ferran una torre fortificada feta amb pedra i maons, amb murs defensius al voltant. Probablement s'usà durant les guerres carlines. Posteriorment es va utilitzar com a torre de telegrafia òptica, comunicada amb la torre de can Dolcet de Collbató. Formava part de la línia Barcelona-Manresa-Solsona, i feia d'enllaç amb la de Barcelona-Lleida. S'hi pot accedir des d'un camí que surt de can Maçana o bé des de Sant Pau de la Guàrdia, pel camí del cementiri.